# Ferdinand Hodler
Ferdinand Hodler (14. března 1853 – 19. května 1918) byl švýcarský malíř 19. století.

## Biografie

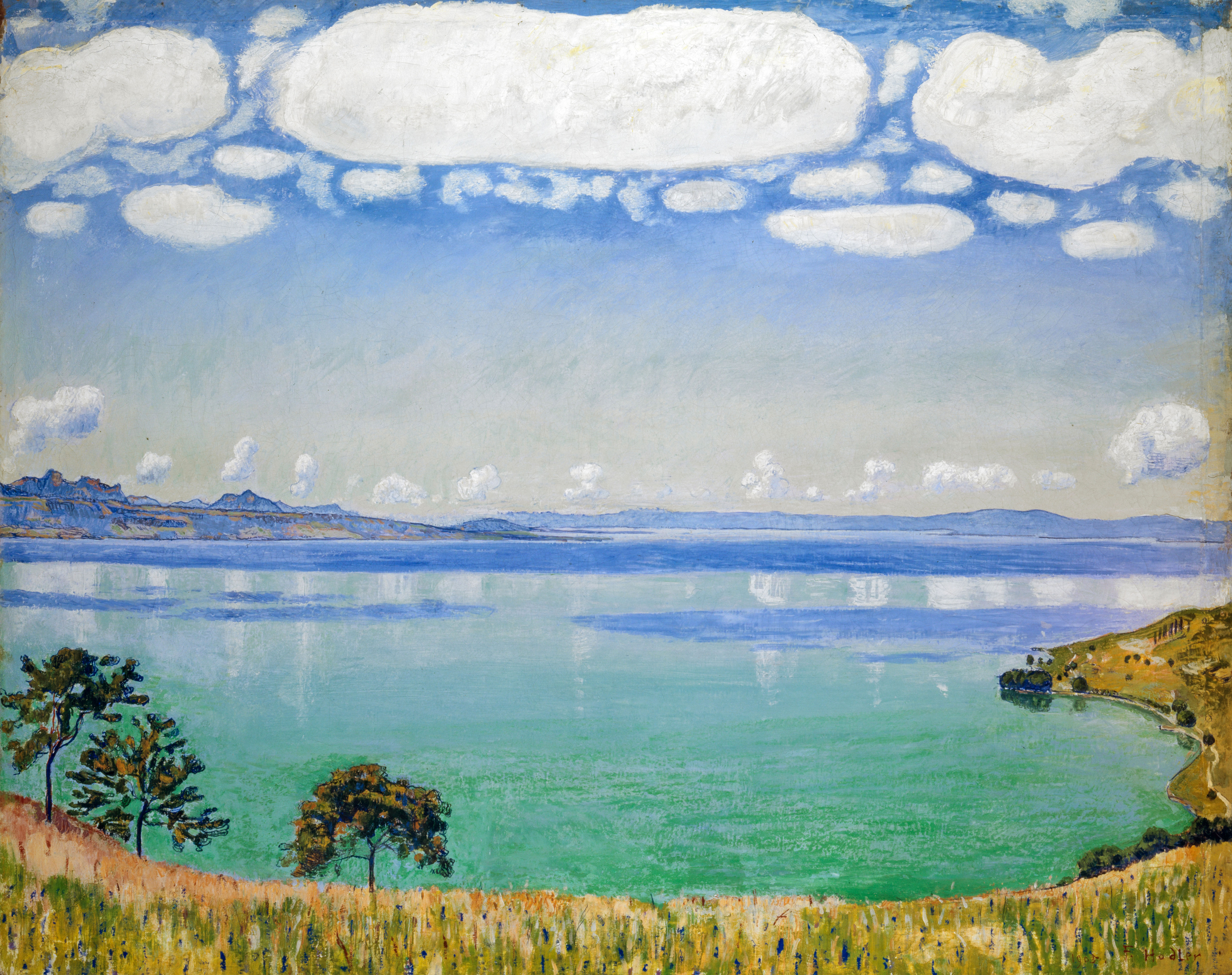
Ženevské jezero v pohledu od Chexbres

Ferdinand Hodler se narodil v Bernu jako nejstarší ze šesti dětí v rodině truhláře Jeana Hodlera a jeho manželky Marguerite. V osmi letech mu zemřel otec a dva bratři na tuberkulózu. Matka se pak provdala za malíře Gottlieba Schüpacha, který měl z prvního manželství 5 dětí a do nově rodiny se narodily další.
Ferdinand Hodler v roce 1871 odešel do Ženevy, aby zde zahájil svou malířskou kariéru. Jeho dílo se skládá především z krajinomaleb, portrétů a figurálních skladeb. V poslední části svého života přešel k symbolismu a secesi. Vytvořil také vlastní styl, kterému říkal paralelizmus, jehož rysem je symetrické uspořádání figur jakoby v tanci.
V roce 1889 se oženil s Berthe Jacques. Jedním z jejich dětí byl Hector Hodler, zakladatel Světového esperantského svazu. Často stál otci modelem v nepřirozených polohách, oblečený nebo nahý. Když ve 33 letech zemřel, přičítalo se to tomu, že stání modelem podlomilo jeho zdraví, není to však lékařsky ověřeno.
V roce 1914 Ferdinand Hodler odsoudil německý útok na Remeš, za což si vysloužil odstranění svých obrazů z německých obrazáren.
V následujícím roce jeho milenka Valentine Godé-Darel zemřela na rakovinu. Hodler strávil hodiny u jejího lože a maloval její utrpení.

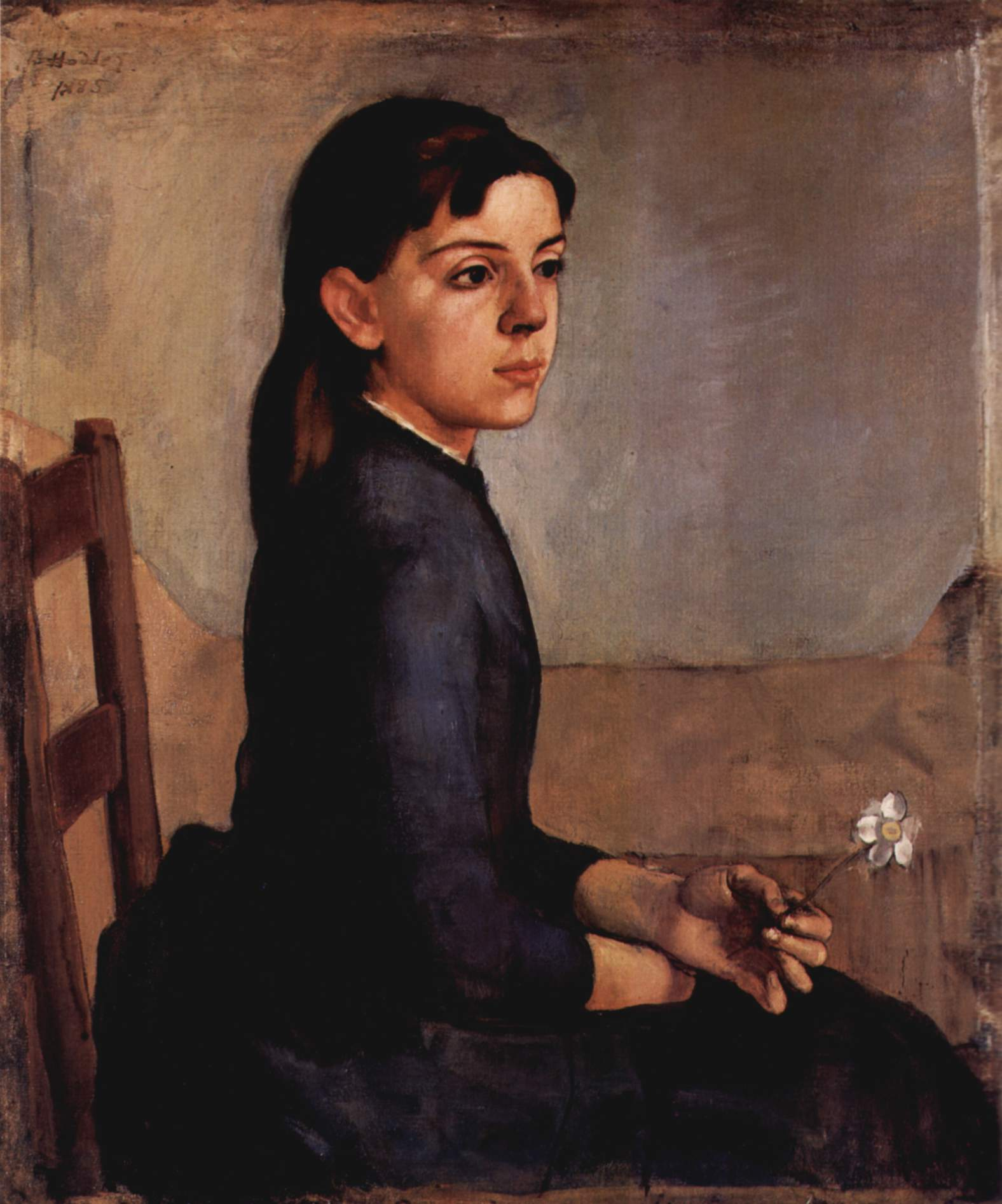
Portrét Louise-Delphine Duchosalové